# 侍コータロー
侍 コータロー（さむらい コータロー、1968年12月19日 - ）は、日本の男性声優、ナレーター。本名および旧名、藤本 幸太郎（ふじもと こうたろう）。旧名、こうたろう。大分県で生まれ、千葉県木更津市で育つ。
日本大学芸術学部文芸学科在学中に大衆演劇で活動。日本大学卒業後は、特撮作品のスーツアクターなどとしても活動するが、バイク事故のため、声優に転向した。2000年からシグマ・セブンに所属していた。フリーランス活動を経て2016年8月1日、青二プロダクション所属。

## 出演作品

### ナレーション
- NTV
  - 汐留スタイル
- TBS
  - 噂の!東京マガジン
  - 深夜の星
  - 輝け!芸能人が選んだ全世界映像アカデミー大賞
- CX
  - サイクルロマン
  - ごきげんよう
  - FNSドキュメンタリー大賞
    - 「夢の始まり～甘くてしょっぱいかりんとう人生～」（制作：山陰中央テレビ）
    - 「離島からの挑戦状～ないものはない～」（制作：山陰中央テレビ）、
    - 「あなたの強みは何ですか？～めざせ山形V字回復～」（制作：さくらんぼテレビジョン2022年）他
- EX
  - スーパーモーニング
  - スーパーJチャンネル
  - 芸能人格付チェック
- TX
  - 朝はビタミン
  - 北島ウィンクハート
- TVK
  - 電車にのって
- NHK-BS1
  - MLBハイライト
- NHK-BS2
  - 北京バイオリンだより
- BSフジ
  - ワールドラリーチャンピオンシップ
- BS朝日
  - BeMedical
- BS-i
  - iしたい
- BS-TBS
  - 旬味にっぽん
- CS J-SPORTS
  - GPレーシング
  - モトクロス世界選手権
  - ザ・ミッション
  - ブーマープラス
- CS スペースシャワーTV
  - BBLワールド
- CS ゴルフネットワーク
  - ギアセレクション
- SkyperfecTV
  - ペイパービュー

### テレビアニメ
- HAPPY★LESSON THE TV（2002年、千歳の父）
- 閃乱カグラ（2013年、オープニングナレーション）

### 吹き替え

#### 洋画
- 激戦 A True Mob Story（2001年、チュン）
- ナンナーク（2001年）
- 反則王（2002年、オデサンイ・ウォンジョン）
- 重装警察 HIT TEAM（2002年）
- ギャングスター（2003年）

### デジタルコミック
- Beeマンガ 働きマン（2011年5月1日 ‐ [6]、成田君男[7]）

### オーディオドラマ
- ホンダ・CR-Zで学ぶスポーツドライビング「夢の翼」（Honda公式サイト内）

### テレビドラマ
- はぐれ刑事純情派 VII

### 特撮
- 恐竜戦隊ジュウレンジャー
- 五星戦隊ダイレンジャー
- 重甲ビーファイター（老師グル）
- ビーファイターカブト（老師[8]、ドード、凶竜獣ディノザーラの声、覆星獣ヒトデナジルの声、炎蟻獣バネリアの声）
- ビーロボカブタック（スパイドン（ノーマル）[9]）
- ブースカ! ブースカ!!

### オリジナルビデオ
- ウルトラセブン 約束の果て（時空怪獣 大龍海[10]）

### その他
- 日立 世界・ふしぎ発見!（ボイスオーバー）